# Fotofinish

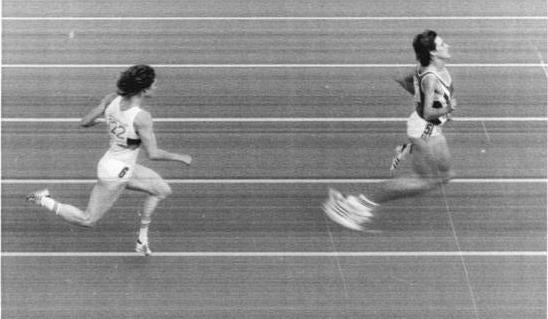
L'immagine ripresa dal fotofinish in una corsa sui 400 metri ostacoli nel 1987. La scala graduata in basso indica il tempo impiegato.

Il fotofinish è un dispositivo impiegato dai giudici di gara per determinare esattamente l'ordine di arrivo di una competizione sportiva. Si utilizza per un controllo più accurato quando l'occhio nudo potrebbe non essere in grado di determinare quale dei concorrenti abbia tagliato per primo il traguardo, in situazioni in cui arrivano quasi contemporaneamente. 
Le foto del traguardo sono ancora utilizzate in quasi tutti gli sport da corsa moderni. Sebbene alcuni sport utilizzino apparecchiature elettroniche per tracciare i corridori durante una gara, una foto è considerata la prova più importante nella selezione del vincitore. Sono particolarmente importanti durante le gare ravvicinate, ma sono anche usati per assegnare tempi ufficiali a ciascun concorrente durante qualsiasi gara.

## Tecnica
La macchina da fotofinish è un'apparecchiatura fotografica in cui la pellicola viene fatta scorrere orizzontalmente a velocità costante nel senso inverso alla direzione della corsa: essa viene impressionata solo in corrispondenza di una fenditura verticale, che viene puntata sulla linea d'arrivo. In questo modo, la fotografia che si ottiene è di fatto un grafico del passaggio dei corridori sulla linea in funzione del tempo (per questo motivo, dato che i corridori si muovono mentre attraversano la linea, la loro immagine risulta spesso distorta). Esaminando questa fotografia si possono determinare con precisione millimetrica l'ordine di arrivo dei concorrenti e il tempo esatto impiegato da ciascuno di essi.
Sebbene fin dai Giochi olimpici di Stoccolma 1912 venisse usata un'apparecchiatura fotografica come ausilio per stabilire l'ordine d'arrivo, il primo fotofinish vero e proprio, con scorrimento continuo della pellicola, è quello impiegato a Los Angeles 1932: questo dispositivo era in grado di rilevare i tempi al centesimo di secondo. A Londra 1948 per la prima volta il dispositivo viene collegato alla pistola dello starter, misurando quindi il tempo dall'istante esatto dello sparo.
Il fotofinish è in uso soprattutto nelle gare di atletica leggera (specie le prove di velocità), di ciclismo e nell'ippica (sia trotto che galoppo). Nelle competizioni motoristiche invece si usano apparecchiature elettroniche che registrano il passaggio di ciascun concorrente ad ogni giro di pista.
Le moderne attrezzature hanno eliminato la pellicola e adottato sistemi informatici che permettono un'altissima qualità dell'immagine, stampe dettagliate in pochi secondi e collegamenti a tabelloni elettronici.

## Alcune immagini
- Fotofinish in una gara dei Giochi invernali del 1996 (JPG), su services.datasport.com.
- Fotofinish di uno sprint ciclistico (JPG), su blog.nrwspd.de. URL consultato il 22 luglio 2006 (archiviato dall'url originale il 7 marzo 2006).